# Ligne de Grundhof à Beaufort
La ligne de Grundhof à Beaufort, est une ancienne ligne de chemin de fer à voie métrique de 7,37 km de long qui reliait Grundhof à Beaufort.
Exploitée en 1904, 1911 pour le trafic voyageurs, par la Société anonyme luxembourgeoise des chemins de fer et minières Prince-Henri (PH), elle l'est ensuite par la Deutsche Reichsbahn en 1942, sous l'occupation, puis la Société nationale des chemins de fer luxembourgeois en 1946.
Elle voit son exploitation arrêtée en 1948.

## Histoire

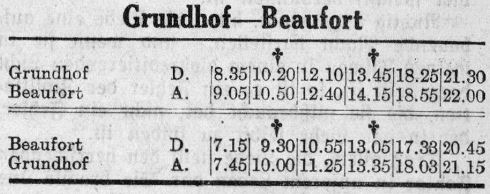
Horaires de la ligne en 1934.

La ligne de « chemin de fer industriel à petite section reliant les carrières de Reisdorf et de Beaufort à la station de Grundhof » est déclarée d'utilité publique le 8 décembre 1902. Elle est construite par la Société anonyme luxembourgeoise des chemins de fer et minières Prince-Henri (PH) et voit un premier tronçon, desservi uniquement par des trains de marchandises, de 6,7 km mis en service le 4 novembre 1904 de Grundhof jusqu'aux carrières de Dillingen.
Une loi en date du 24 juillet 1909 accorde un financement pour le prolongement de la ligne jusqu'à Beaufort ; le 5 novembre 1911, cette seconde section de 1,784 km est ouverte jusqu'à la gare de Beaufort, ouvrant par la même occasion la ligne au trafic voyageurs,.
Le 1er mars 1918, la ligne est raccordée à une nouvelle carrière de la Société anonyme de Montfort dans la forêt de Dillingen. La Société nationale des chemins de fer luxembourgeois lui attribue le numéro d'infrastructure 15.
La ligne, peu rentable, est définitivement fermée le 2 mai 1948, dans le cadre de l'arrêté grand-ducal du 3 mars 1948 « portant suppression du service ferroviaire sur les lignes de Grundhof à Beaufort, de Cruchten à Larochette et de Diekirch à Vianden et son remplacement par un service d'autobus et de camions. »,.

## La ligne
Longue de 7,367 km, la ligne Grundhof-Beaufort avait un profil fort peu favorable, avec une déclivité maximale de 35 ‰ et trois rebroussements afin de rattraper les 196 m de différence d'altitude entre les deux terminus, sur à peine sept kilomètres de ligne à flanc de montagne. Il fallait une demi-heure pour parcourir l'ensemble de la ligne, à une vitesse d'à peine 15 km/h.

## Matériel roulant
Les convois étaient tractés par deux locomotives à vapeur Série N. La ligne disposait de trois voitures voyageurs, deux fourgons voyageurs et deux fourgons pour les trains de marchandises.
Une grande curiosité de la ligne, outre les trois zones de rebroussement, est l'utilisation de Rollbocks (en) afin de transporter les wagons de marchandises de la ligne à voie normale Ettelbruck-Grevenmacher sur la ligne à voie métrique ; la fosse à rollbocks se trouvait en gare de Grundhof. 
La locomotive — un seul train était autorisé à la fois à circuler sur la ligne — se retrouvait à tirer ou pousser le convoi selon l'endroit où elle se trouvait, un chef et un agent de trains étaient présents dans les fourgons afin de surveiller les freins.

## Vestiges
La plateforme de la ligne reste visible dans le paysage et sert de sentier pédestre, la zone étant devenue une réserve forestière.